# Leucothyreus epipleuralis
Leucothyreus epipleuralis är en skalbaggsart som beskrevs av Ohaus 1918. Leucothyreus epipleuralis ingår i släktet Leucothyreus och familjen Rutelidae. Inga underarter finns listade i Catalogue of Life.